# Angie Thomas
Angie Thomas, född 1988 i Jackson i Mississippi, är en amerikansk författare.

## Barndom och ungdom
Thomas utsattes för flera fall av vapenvåld i ung ålder. Hon växte upp nära hemmet till den mördade medborgerliga aktivisten Medgar Evers och uppgav att hennes mamma hörde skottet som dödade honom. När hon var sex år bevittnade Thomas själv en skottlossning.
I en intervju med The Guardian berättade hon hur hennes mamma tog henne till biblioteket dagen efter för att visa henne att "det fanns mer i världen än vad [Thomas] såg den dagen". Detta inspirerade henne att börja skriva.
I tonåren delade Thomas sina färdigheter som rappare, även om hennes karriär inom musiken var kortvarig. Hon var dock föremål för en artikel i tidskriften Right On!. från Belhaven University. Thomas fortsatte med att ta en Bachelor of Fine Arts från Belhaven University. Hon var den första svarta tonåringen som tog examen från sin kreativa skrivarkurs.

## Karriär
Thomas första avsikt var att skriva fantasy- och medelklassromaner. Hon var dock orolig för att hennes historier inte skulle spela någon roll. När hon frågade om sitt första manuskript började hon ett annat som snart skulle visa sig vara hennes första roman, The Hate U Give. Medan hon var högskolestudent sade en av hennes professorer att hennes upplevelser var unika och att hennes skrivande kunde ge röst till dem som hade tystnat och vars historier inte hade berättats. Under denna tid hörde Thomas också om dödsskjutningen av Oscar Grant på nyheterna. Den här historien, förvärrad av att afroamerikanen Trayvon Martin blev skjuten till döds av en polisman, liksom afroamerikanerna Tamir Rice, Michael Brown och Sandra Bland. Deras död hade ett stort inflytande på romanen.
Thomas anser att Tupac Shakur har inspirerat hennes skrivande. Hon har känt många olika känslor när hon lyssnar på hans musik och ville uppnå en liknande effekt som författare och sade: "Jag vill få dig att tänka ibland; jag vill få dig att skratta ibland; jag vill få dig att gråta ibland - så han hade inflytande på det sättet. Hon har förklarat att titeln The Hate U Give var inspirerad av Tupacs THUG LIFE-tatuering, som förmodligen var en förkortning för "The Hate U Give Little Infants Fucks Everybody." Thomas anser att det betyder att "det som samhället matar in i ungdomen har ett sätt att komma tillbaka och påverka oss alla."